# پوکروفسکویه (داغستان)
پوکروفسکویه (به لاتین: Pokrovskoye) یک منطقهٔ مسکونی در روسیه است که در داغستان واقع شده‌است.